# Floresta Estadual Edmundo Navarro de Andrade
A Floresta Estadual Edmundo Navarro de Andrade (FEENA), anteriormente nomeada como Horto Florestal Edmundo Navarro de Andrade é uma Unidade de Conservação localizada no estado de São Paulo e administrada pela Fundação Florestal.

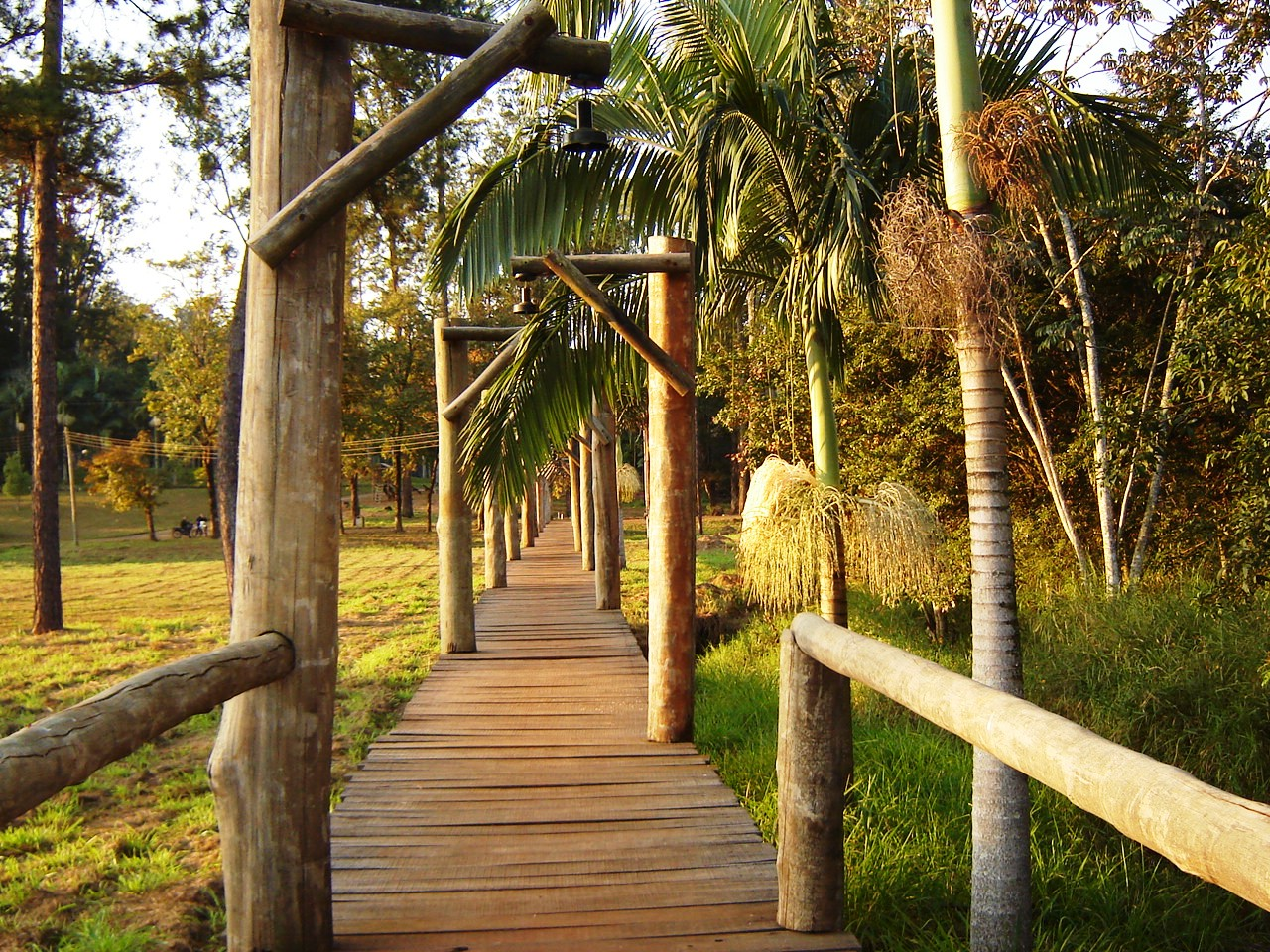
Ponte que leva à igreja

Sua área é de 2.230,53 hectares distribuídos majoritariamente no município de Rio Claro, e o restante no município de Santa Gertrudes.
Foi criada em 1909 como horto florestal e foi o centro de diversas pesquisas sobre o eucalipto conduzidas pelo engenheiro agrônomo Edmundo Navarro de Andrade. Os resultados dessas pesquisas acabaram dando origem ao único museu sobre eucalipto no Brasil, o Museu do Eucalipto, fundado em 1916.

## História
No final do século XIX, havia uma escassez de matéria-prima para manutenção e construção de ferrovias. Com o intuito de suprir a demanda de madeira para dormentes e carvão, a Companhia Paulista de Estradas de Ferro, criou hortos florestais em diversas cidades do interior paulista. Dentre eles, o maior de Rio Claro, criado em 1909, cujo nome foi uma homenagem a Edmundo Navarro de Andrade que, em 1914, trouxe da Austrália 144 espécies de eucalipto.
A partir de 2002, pelo Decreto Estadual n. 46.819, o antigo Horto Florestal Edmundo Navarro de Andrade foi classificado na categoria de Floresta, que visa o manejo sustentável dos recursos, a pesquisa e a visitação pública, tornando-se a Floresta Estadual Edmundo Navarro de Andrade.